# Théorie des ensembles de Zermelo-Fraenkel

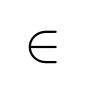
Appartenance

En mathématiques, la théorie des ensembles de Zermelo-Fraenkel, abrégée en ZF, est une axiomatisation en logique du premier ordre de la théorie des ensembles telle qu'elle avait été développée dans le dernier quart du XIXe siècle par Georg Cantor. L'axiomatisation a été élaborée au début du XXe siècle par plusieurs mathématiciens dont Ernst Zermelo et Abraham Fraenkel mais aussi Thoralf Skolem.
Cette axiomatisation échappe aux paradoxes d'une théorie trop naïve des ensembles, comme le paradoxe de Russell, en écartant le schéma de compréhension non restreint (le fait que toute propriété puisse définir un ensemble, celui des objets ayant cette propriété) pour n'en conserver que certains cas particuliers utiles. De ce fait il existe des classes, des collections d’objets mathématiques définies par une propriété partagée par tous leurs membres, qui ne sont pas des ensembles.
Dans la théorie ZF et ses extensions, ces classes dites classes propres ne correspondent pas à des objets de la théorie et ne peuvent être traitées qu'indirectement, à la différence de la très voisine théorie des classes de von Neumann-Bernays-Gödel (NBG).
En raison de son statut particulier, on considère en général que l'axiome du choix ne fait pas partie de la définition de ZF et on note ZFC la théorie obtenue en ajoutant celui-ci.
Les mathématiques usuelles peuvent être théoriquement développées entièrement dans le cadre de la théorie ZFC, éventuellement en ajoutant des axiomes, comme les axiomes de grands cardinaux, pour certains développements (ceux de la théorie des catégories par exemple). En ce sens il s'agit d'une théorie des fondements des mathématiques.
En 1963 Paul Cohen utilise la théorie ZFC pour répondre à la question posée par Cantor de l'hypothèse du continu, en montrant qu'elle n'était pas conséquence des axiomes de cette théorie, et que l'axiome du choix n'était pas conséquence de la théorie ZF. La méthode qu'il développe, le forcing, est à l'origine de nombreux développements de la théorie des ensembles. La très grande majorité des travaux des théoriciens des ensembles depuis au moins cette époque se situent dans le cadre de la théorie ZF, de ses extensions, ou parfois de ses restrictions.
La constructibilité, une méthode développée par Kurt Gödel en 1936 dans le cadre de la théorie NBG pour montrer que l'hypothèse du continu et l'axiome du choix n'étaient pas en contradiction avec les autres axiomes de la théorie des ensembles, s'adapte immédiatement à la théorie ZF.

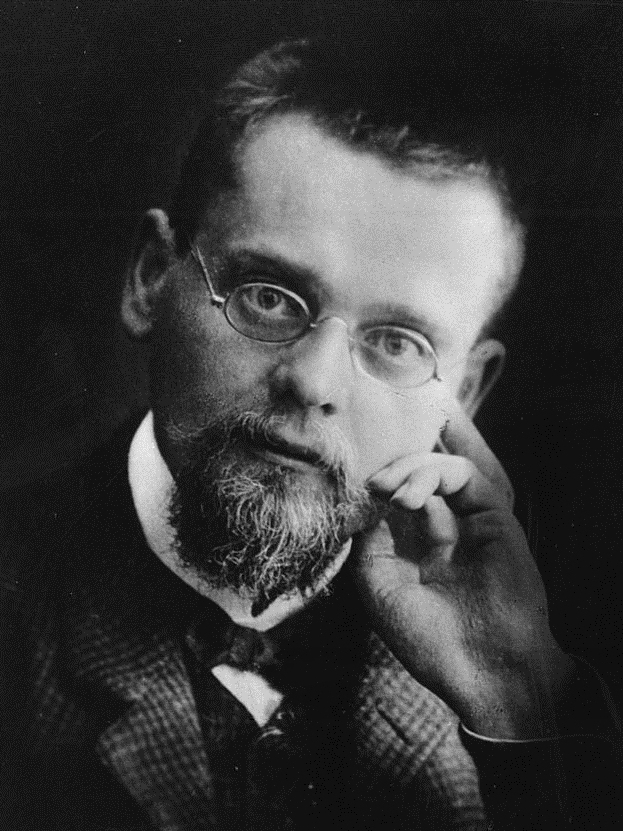
Ernst Zermelo c. 1900
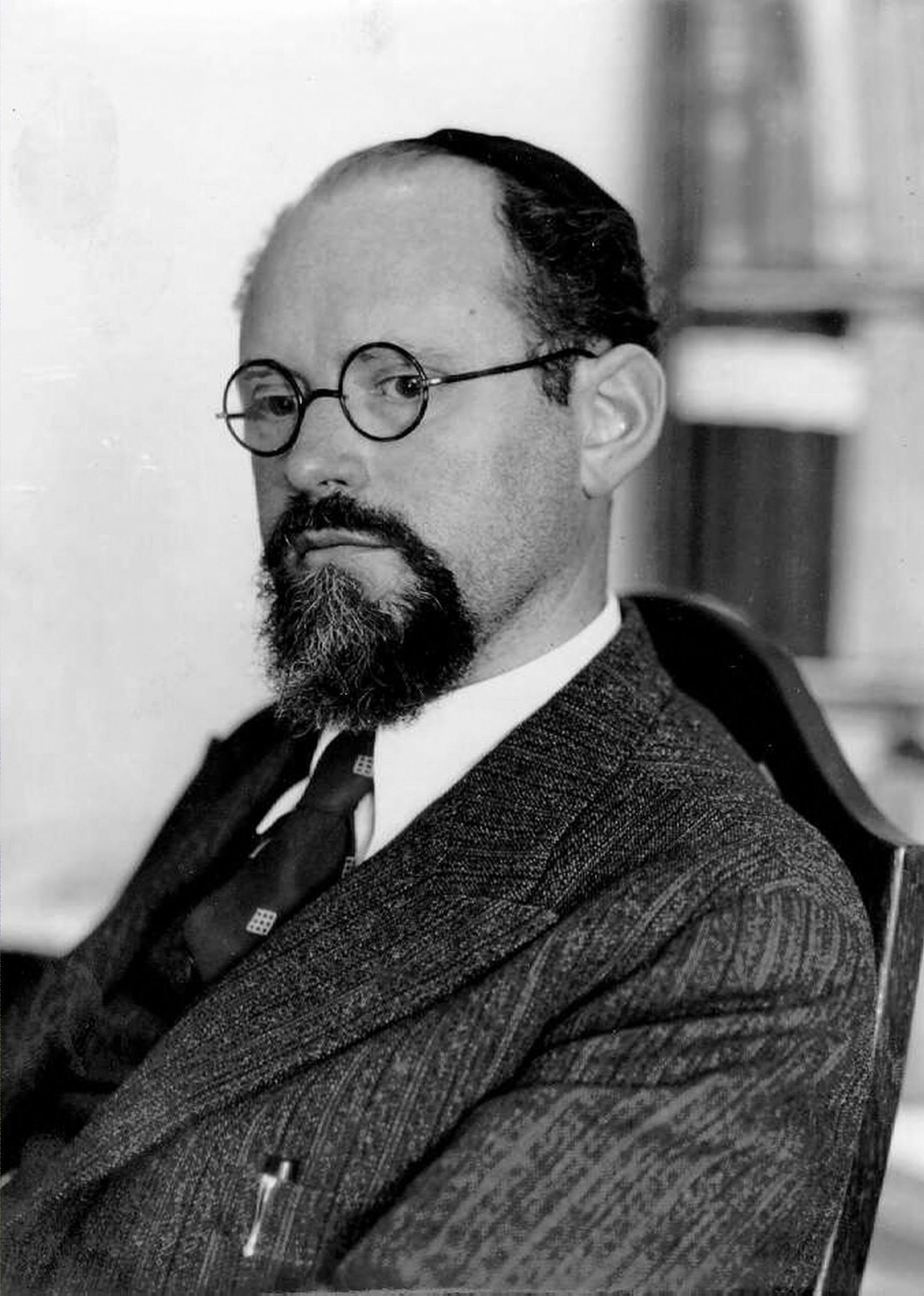
Adolf Abraham Halevi Fraenkel

## Théorie de Zermelo (Z)
La théorie de Zermelo est une présentation moderne de la théorie publiée par Zermelo en 1908, présentée explicitement ou implicitement dans le cadre de la logique du premier ordre avec égalité. Elle apparaît souvent dans les livres d'introduction à la théorie des ensembles. Elle comporte les axiomes suivants :
- l'axiome d’extensionnalité qui dit que si deux ensembles A et B possèdent les mêmes éléments, alors ils sont égaux : {\displaystyle \forall A\ \forall B\ [(\forall x\ [x\in A\Leftrightarrow x\in B])\Leftrightarrow A=B]}[3].
- et les axiomes de « construction » :
  - l'axiome de la paire qui dit que si a et b sont des ensembles, leur paire C est aussi un ensemble : {\displaystyle \forall A\ \forall B\ \exists C\ \,\forall x\left(x\in C\Leftrightarrow (x=A\vee x=B)\right)}[3] ;
  - l'axiome de la réunion qui dit que, pour tout ensemble E (dont les éléments sont des ensembles), il existe un ensemble U qui est l'union des ensembles éléments de E : {\displaystyle \forall E\ \exists U\ \forall x[x\in U\Leftrightarrow \exists e(e\in E\wedge x\in e)]}[3] ;
  - l'axiome de l'ensemble des parties qui dit que la collection P des parties d'un ensemble E est un ensemble  : {\displaystyle \forall E\ \exists P\ \forall X(X\in P\Leftrightarrow X\subset E)}, où l'inclusion {\displaystyle X\subset E} signifie : {\displaystyle \forall x(x\in X\Rightarrow x\in E)} ;
  - l'axiome de l'infini qui énonce l'existence d'un ensemble I contenant 0 ainsi que, pour chacun de ses éléments n, le successeur S(n) de n : {\displaystyle \exists I(\varnothing \in I\wedge \forall n(n\in I\Rightarrow S(n)\in I)}. Ici S(n) est une notation signifiant l'union n ∪ {n} de plus, dans ZF, 0 est représenté par l'ensemble vide Ø ;
  - le schéma d'axiomes de compréhension : pour chaque propriété P « bien définie », et chaque ensemble E, il existe un ensemble S qui a pour éléments l'ensemble des éléments de E vérifiant la propriété P : {\displaystyle \forall E\ \exists S\ \forall x(x\in S\Leftrightarrow [x\in E\wedge P(x)])}[3] ;
  - L'axiome de l'ensemble vide, parfois introduit séparément, dit qu'il existe un ensemble ne contenant rien : {\displaystyle \exists E\ \forall x[\neg (x\in E)]}. Il se déduit du schéma d'axiomes de compréhension (en logique du premier ordre), en effet : soit A un ensemble, {\displaystyle \varnothing =\{x\in A\ |\ \neg (x=x)\}}.

Le théorème de Hartogs, vu comme l'existence pour tout ensemble A d'un ensemble bien ordonné  qui ne s'injecte pas dans A, se démontre dans la théorie de Zermelo.
La théorie de Zermelo comprenait de plus à l'origine l'axiome du choix. Dans la théorie (Z), le théorème de Zermelo et le lemme de Zorn peuvent se déduire de cet axiome supplémentaire et lui sont donc équivalents.

## Théorie de Zermelo-Fraenkel (ZF)

### Schéma d'axiomes de remplacement
La théorie de Zermelo-Fraenkel étend la théorie de Zermelo et comporte en plus un schéma d'axiomes, le schéma d'axiomes de remplacement, qui énonce essentiellement que l'image d'un ensemble par une relation fonctionnelle est un ensemble, sachant qu'ici « relation fonctionnelle  » est à prendre au sens étendu d'une relation entre ensembles que l'on peut décrire dans le langage de la théorie, et qui vérifie que chaque ensemble possède au plus une image par cette relation, mais dont le graphe n'est pas nécessairement un ensemble (et c'est d'ailleurs dans ce cas qu'il y a vraiment besoin d'un nouvel axiome).
Le schéma d'axiomes de remplacement permet en particulier le développement de la théorie des ordinaux.
Le schéma d'axiomes de compréhension se déduit du schéma d'axiomes de remplacement (et donc en particulier l'existence de l'ensemble vide, étant admis que tout univers ensembliste possède au moins un élément).
L'axiome de la paire se déduit de l'axiome des parties et du schéma de remplacement.

### Axiome de fondation
L'axiome de fondation fait ou non partie de la théorie de Zermelo-Fraenkel selon les auteurs. Il est indépendant des autres axiomes et n'est pas nécessaire à la théorie des ordinaux.
- Axiome de fondation : {\displaystyle \forall x\left[x\neq \varnothing \Rightarrow \exists y(y\in x\wedge y\cap x=\varnothing )\right].}

## Théorie de Zermelo-Fraenkel avec axiome du choix (ZFC)
Elle comporte en plus :
- Axiome du choix : {\displaystyle \forall X\left[\varnothing \notin X\Longrightarrow \exists f:X\rightarrow \bigcup X\;\forall A\in X\;(f(A)\in A)\right]}

## Autres axiomes
D'autres axiomes peuvent être ajoutées à la théorie ZFC, comme
- l'hypothèse du continu, qui ne peut ajouter de nouvelle contradiction (si la théorie ZFC avec hypothèse du continu est contradictoire, c'est que la théorie ZFC l'est aussi),
- les axiomes de grands cardinaux, qui renforcent la théorie (on peut démontrer la cohérence de la théorie ZFC dans la théorie ZFC plus un axiome de grand cardinal, ce qui entraîne que la cohérence de ZFC plus un axiome de grand cardinal ne se déduit pas de celle de ZFC, par le second théorème d'incomplétude de Gödel).

#### Ouvrages introductifs
- (en) Yiannis Moschovakis, Notes on Set Theory, Springer, 2006, 2e éd. (1re éd. 1993), 278 p. (ISBN 978-0-387-28723-2, lire en ligne)

#### Aspects historiques
- (en) Abraham Fraenkel, Yehoshua Bar-Hillel et Azriel Levy, Foundations of Set Theory, North-Holland, 1973 (1re éd. 1958) (lire en ligne)
- (en) Akihiro Kanamori, « Set Theory from Cantor to Cohen », dans Andrew Irvine et John H. Woods (éditeurs), The Handbook of the Philosophy of Science, volume 4, Mathematics, Cambridge University Press, 2008